# Bundesstraße 315
Die Bundesstraße 315 (Abkürzung: B 315) stellt die Verbindung zwischen der Ostschweiz und dem Titisee im baden-württembergischen Hochschwarzwald dar.

## Verlauf
Die B 315 beginnt am deutsch-schweizerischen Grenzübergang zwischen Stühlingen und Schleitheim, führt dann gemeinsam mit der B 314 zum Bahnhof Weizen (Landkreis Waldshut). Dort zweigt sie von der B 314 ab und führt über Bonndorf und Lenzkirch zum Titisee. Die Länge der Bundesstraße 315 beträgt rund 38 Kilometer. Sie endet beim Anschluss an die B 317 am südöstlichen Ende des Titisees im Landkreis Breisgau-Hochschwarzwald. Von dort aus sind es etwa zwei Kilometer bis zur B 31 sowie der B 500.
Der Höhenunterschied zwischen dem Beginn und dem Ende der Straße beträgt rund 400 Meter. Der Ehrenbach verläuft von seinem Ursprung in Bonndorf bis kurz vor seiner Mündung in Weizen parallel zur Straße.

## Geschichte
Der Straßenbau im Hochschwarzwald begann um 1755 bei Saig und bei Stühlingen. Der westliche Streckenabschnitt von Saig nach Lenzkirch wurde um 1786 erbaut. Die anschließende Teilstrecke von Lenzkirch nach Bonndorf wurde zwischen 1795 und 1798 erbaut. Kurz vor der Säkularisation des Klosters St. Blasien wurde auch die „Wellendinger Steige“ im Jahre 1803 vollendet.
Diese Straße wurde 1901 als Teil der badischen Staatsstraße Nr. 53 zwischen Freiburg im Breisgau und Stühlingen bezeichnet. Seit etwa 1937 wurde sie bis nach dem Zweiten Weltkrieg als Reichsstraße 315 bezeichnet.